# Edward Johnson (Sänger)

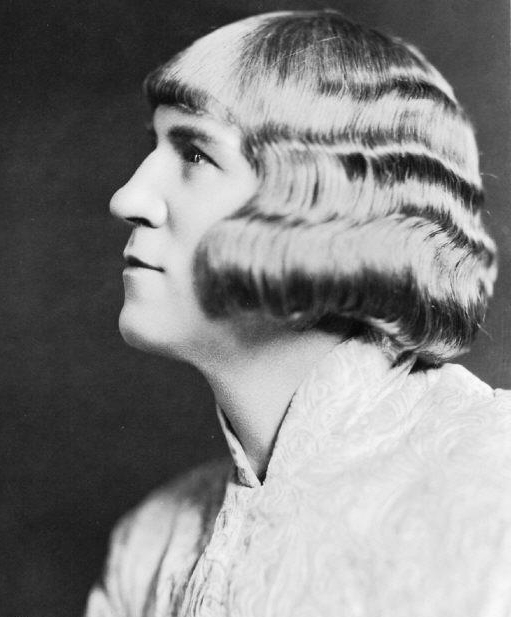
Edward Johnson als Pelléas in Debussys Pelléas et Mélisande (1925)

Edward Johnson, Pseudonym Edoardo di Giovanni (* 22. August 1878 in Guelph; † 20. April 1959 ebenda) war ein kanadischer Opernsänger (Tenor) und -direktor.

## Leben
Johnson machte seine ersten musikalischen Erfahrungen als Laienmusiker in seiner Heimatstadt. Zwanzigjährig ging er nach New York, um Musik zu studieren und reiste auch nach London, wo er mit der Altistin Edith Miller auftrat und seine künftige Frau Beatrix de Veiga kennenlernte. 1902 kehrte er in die USA zurück und trat dort u. a. in Boston in Reginald De Kovens Maid Marian und am Broadway in Oscar Straus’ Ein Walzertraum (1908) auf.
Auf Empfehlung Enrico Carusos ging Johnson 1909 nach Florenz und studierte dort bei Vincenzo Lombardi. 1912 debütierte er als Opernsänger unter dem Namen Edoardo di Giovanni in Padua in Andrea Chénier. 1914 debütierte er an der Mailänder Scala. Er sang Uraufführungen von Werken Ildebrando Pizzettis und Franco Alfanos und Erstaufführungen von Wagners Parsifal und Giacomo Puccinis Il tabarro und Gianni Schicchi.
1919 kehrte er in die USA zurück. Hier wirkte er bis 1922 als Erster Tenor an der Chicago Opera, danach bis 1935 an der Metropolitan Opera. 1935 wurde er Nachfolger von Herbert Witherspoon als Generalmanager der Metropolitan Opera. 1950 zog er sich vom Opernbetrieb zurück und kehrte nach Kanada zurück. Hier unterrichtete er am Toronto’s Royal Conservatory of Music und an der University of Western Ontario und gründete 1957 die Edward Johnson Foundation zur Unterstützung der Musikerziehung.

## Nachwirkung
Die kanadische Regierung, vertreten durch den für das Historic Sites and Monuments Board of Canada zuständigen Minister, ehrte Johnson am 18. Mai 1974 für sein Wirken und erklärte ihn zu einer „Person von nationaler historischer Bedeutung“.